# Gloria (singolo Jain)
Gloria è un singolo della cantautrice francese Jain, pubblicato il 16 giugno 2019.
Il brano è stato scelto come canzone rappresentativa per il Campionato mondiale femminile di calcio 2019.